# Міто (Ямаґуті)
Міто (яп. 美東町, みとうちょう, міто тьо ) — містечко в Японії, у центральній частині префектури Ямаґуті. Засноване 1954 року шляхом злиття таких населених пунктів повіту Міто:
- містечка Ота (大田町);
- села Акаґо (赤郷村);
- села Аякі (綾木村);
- села Манаґата (真長田村).

Міто здавна відоме родовищами міді. У період Нара з неї було відлито Великого Будду в нарському храмі Тодайдзі.
21 березня 2008 року місто увійшло до складу міста Міне.